# Karl Jiszda
Karl Jiszda (ur. 21 czerwca 1899 w Wiedniu, zm. 20 listopada 1963) – austriacki piłkarz, grający na pozycji napastnika, trener piłkarski.

## Kariera piłkarska

### Kariera klubowa
W 1916 roku rozpoczął karierę piłkarską w klubie Floridsdorfer AC. Latem 1924 przeniósł się do First Vienna FC. Ale na Döblingern zagrał jedynie pół sezonu i wiosną 1925 roku powrócił do swojego klubu macierzystego. W końcu 1927 roku opuścił FAC po raz drugi. Wyjechał za ocean, gdzie został piłkarzem Brooklyn Wanderers, ale już na początku lata 1928 roku ponownie wrócił do FAC, gdzie przez złamanie nogi był zmuszony zakończyć karierę w marcu 1930 roku.

### Kariera reprezentacyjna
W latach 1921–1927 bronił barw reprezentacji Austrii. Ogółem rozegrał 11 meczów i strzelił 7 goli.

## Kariera trenerska
Karierę szkoleniowca rozpoczął w 1931 roku. Z Garbarnia Kraków zdobył mistrzostwo Polski. Potem trenował rodzimy Floridsdorfer AC. W sezonie 1934/35 był na czele FC Zürich, a potem kierował FC Oerlikon. Od czerwca do września 1937 prowadził reprezentację Litwy. W 1945 został mianowany na stanowisko Prezesa Floridsdorfer AC.
Zmarł 20 listopada 1963 i został pochowany na cmentarzu w wiedeńskiej dzielnicy Großjedlersdorf.

## Sukcesy i odznaczenia

### Sukcesy piłkarskie
Floridsdorfer AC
- mistrz Austrii: 1918

### Sukcesy trenerskie
Garbarnia Kraków
- mistrz Polski: 1931